# Zwerg (Mythologie)

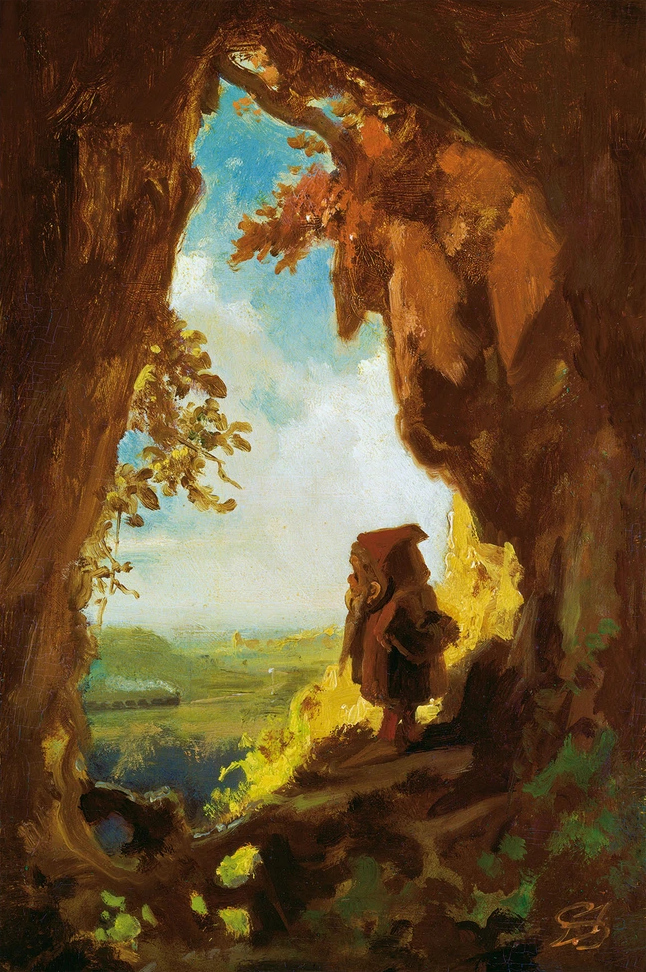
Gnom, Eisenbahn betrachtend, von Carl Spitzweg (etwa 1848)

Zwerge ist eine Sammelbezeichnung für menschengestaltige, kleinwüchsige Fabelwesen des Volksglaubens, die meist unterirdisch in Höhlen oder im Gebirge leben. Ihren Ursprung haben sie in der nordischen Mythologie.
Häufig wird den Zwergen übermenschliche Kraft und Macht nachgesagt. Sie gelten als schlau und zauberkundig, bisweilen listig, geizig und tückisch, meist aber als hilfreich, und werden vor allem in späterer Zeit, in Märchen und Sage, als bärtige Männchen mit Zipfelmütze dargestellt.
Sie treten vor allem als kunstreiche Schmiede auf, wobei der Begriff „Schmied“ (altnordisch: smiðr, isländisch: smiður) ursprünglich einen Handwerker bezeichnete, der sowohl mit Holz als auch mit Metallen umzugehen verstand, allgemein einen Kunsthandwerker (vgl. auch Geschmeide), im übertragenen Sinn einen Künstler, Schöpfer (vgl. z. B. den „Reimschmied“). In Zeiten geringer Arbeitsteilung bauten die Schmiede die benötigten Erze oft selbst ab und verhütteten sie auch. Somit galten die Zwerge auch als tüchtige Bergleute und Metallurgen. Später übten sie darüber hinaus alle möglichen land- und hauswirtschaftlichen Tätigkeiten aus und arbeiteten auch in „bürgerlichen“ Handwerksberufen, wie Schneider, Bäcker und Schuster.
Im Gegensatz zu Kobolden, die als einzelnes Individuum an ein bestimmtes Haus, einen Ort oder eine Familie gebunden sind, leben Zwerge in der Gesellschaft ihresgleichen, ganz ähnlich wie Menschen: In archaischen Zeiten lebten sie in Sippen unter Anführern (z. B. Dvalins Schar), im Mittelalter hatten sie Könige (z. B. Laurin), später lebten sie auch in Städten (z. B. die Heinzelmännchen in Köln).
Zwerge spielen auch in den Novellen und Belletristiken der deutschen Romantik eine Rolle. Bis heute sind die Sammlung von Volksmärchen durch die Brüder Grimm und die darin dargestellten Zwergenmotive weltweit prägend. Nicht minder prägend sind sich daraus ergebende Rezeptionen aus dem 20. Jahrhundert, wie beispielsweise die Zeichentrickfilm-Adaption des Grimmschen Märchens Schneewittchen durch Walt Disney. Ebenso finden sich Zwerge in der modernen Fantasy-Literatur, hier unverkennbar beeinflusst von der Konzeption der Zwerge in J. R. R. Tolkiens Werken, vor allem im Herrn der Ringe und in Der Hobbit.
Barocke Skulpturen von Zwergen waren in Mitteleuropa vielfach als Teil von Barockgärten beliebt, so etwa in der Stadt Salzburg im Mirabellgarten. Aus der Verbindung solcher Darstellungen von Hofzwergen mit den Märchenzwergen entwickelten sich die heutigen Gartenzwerge.

## Etymologie
Die germanischen Wörter für „Zwerg“ (althochdeutsch twerg, mittelhochdeutsch twerc / querh (Maskulin, Neutrum) zwerc, altsächsisch gidwerg (Neutrum), altnordisch dvergr, altenglisch dweorg, altfranzösisch dwerch, schwedisch dvärg, norwegisch dverg, dänisch dværg, niederländisch dwerg, englisch dwarf) weisen auf eine urgermanische Vorform *đwerʒaz hin. Eine etymologische Anknüpfung ist aber unsicher. Vielleicht steht es im Zusammenhang mit dem Verb trügen („Trugwesen“), vgl. ahd. gidrog („Gespenst“), auch altind. dhvaras („dämonisches Wesen“).

## Nordische Mythologie

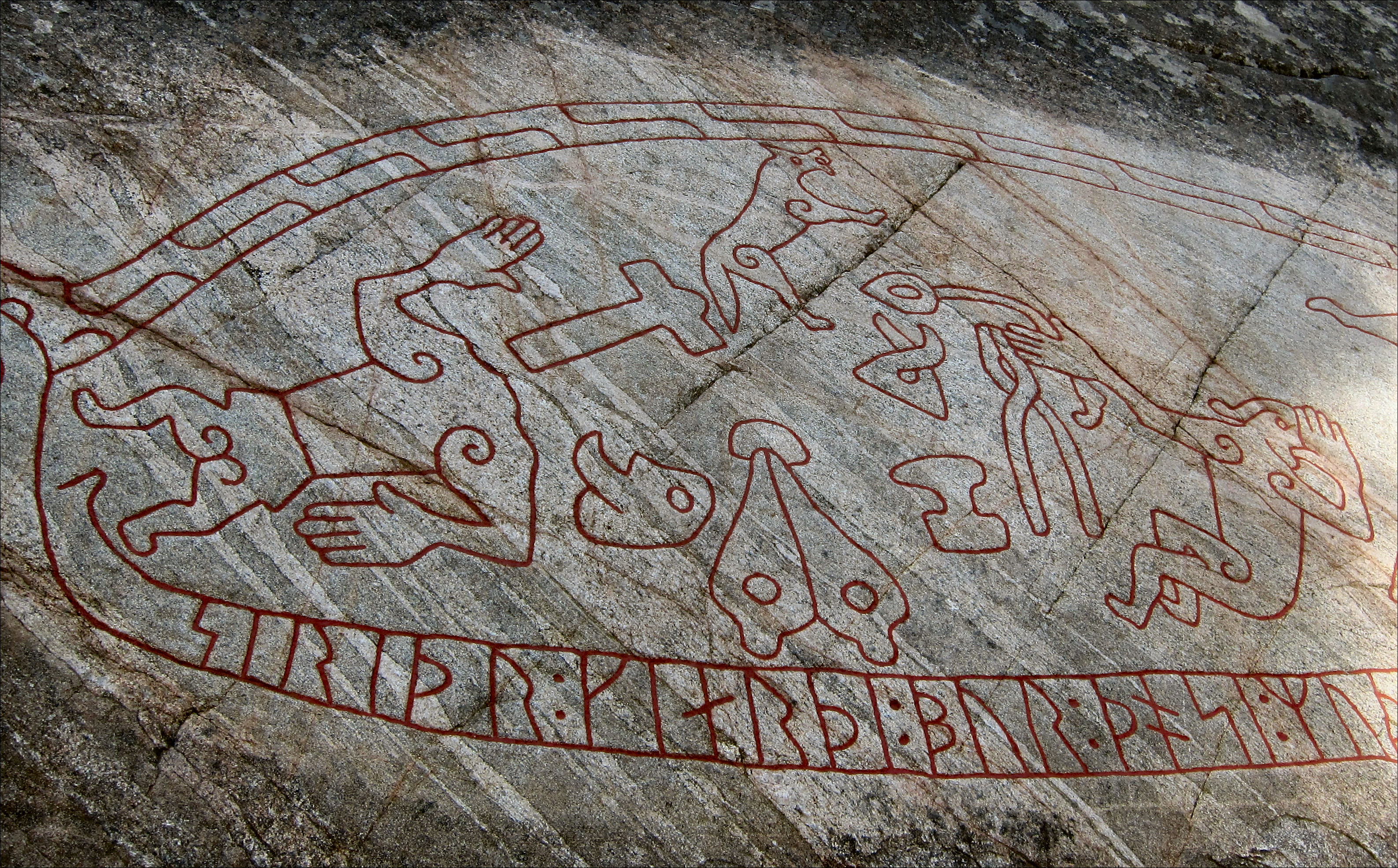
Detail der Ramsundritzung (Schweden; 11. Jahrhundert): Sigurd umgeben von den drei Söhnen des Zauberers Hreidmar. Der lange Körper des von Sigurd erschlagenen Drachen Fafnir dient als Rahmen für die Runeninschrift. Sigurd brät gerade dessen Herz über einem Feuer (und erlangt so das Verständnis der Sprache der Vögel). Ottur (oder Ótr, oben) war zum Zeitpunkt des Drachenkampfes schon lange tot. Er wird hier nur noch dargestellt, weil sein Tod der Auslöser für die folgenden Verwicklungen um den Nibelungenhort wurde. Der (nach einer Warnung der Vögel ebenfalls von Sigurd erschlagene) Zwerg Regin ist hingegen als kurzbeiniger, bärtiger Mann dargestellt, umgeben von seinem Schmiedewerkszeug: Hammer, Blasebalg, Amboss und Zange.

Erwähnt werden Zwerge vor allem in den beiden Texten, die unter dem Begriff Edda bekannt sind, sowie in einigen ebenfalls altnordischen Isländersagas.
Sie wohnen unter den Bergen und Felsen sowie in Erdhöhlen, wie die skaldischen Kenningar aus dem 11. und 12. Jahrhundert und die Sagen des 13. und 14. Jahrhunderts berichten. Die Zwerge aus Sindris Geschlecht leben in einem goldenen Saal in Nidawellir, im Norden.
Dass man sich Zwerge ursprünglich als besonders klein vorstellte, ist nicht belegt; eher scheinen sie Formwandler zu sein, die auch in Gestalt von Tieren (vielleicht auch von Hirschen) erscheinen können. So nimmt Fafnir, der Bruder des Zwerges Regin, mit Hilfe des Schreckenshelms die Gestalt eines Drachen an. Ihr gemeinsamer Bruder Ottur bevorzugte die Gestalt eines Otters.
Mit Hilfe eines magischen Huts (Zwergenhut oder huliðshjálmr), manchmal auch durch einen Mantel, können sie sich unsichtbar machen (siehe: Tarnkappe).

### Ursprung
Über den Ursprung der Zwerge gibt es in den eddischen Texten unterschiedliche abweichende Aussagen. In der Völuspá wird die Erschaffung der Zwerge aus dem Blut des Riesen Brimir und den Knochen des Riesen Bláinn im Rahmen der allgemeinen Kosmogonie dargestellt. In den Strophen 9 und 10 lautet dies:
| Þá gengu regin öll á rökstóla, ginnheilög goð, ok um þat gættusk, hverir skyldi dverga dróttir skepja ór Brimis blóði ok ór Bláins leggjum. Þar var Móðsognir mæztr of orðinn dverga allra, en Durinn annarr; þeir mannlíkun mörg of gerðu dvergar í jörðu, sem Durinn sagði. | Zum Richtstuhl gingen die Rater alle, heilige Götter, und hielten Rat, wer der Zwerge Schar schaffen sollte aus Brimirs Blut und Blains Knochen. Modsognir ward der mächtigste da aller Zwerge, der zweite Durin; die machten manche menschenähnlich, wie Durin es hieß, die Höhlenzwerge. |

Snorri berichtet hingegen, dass die Zwerge Maden im Fleisch des Urriesen Ymir waren, die dann von den Göttern mit Verstand ausgestattet wurden. Er setzt sie mit einer Untergruppe der Alben, nämlich den Schwarzalben (svartálfar), gleich, also den Elfen zugehörig.

### Zwerge und Götter
Schon in der Edda und der Völsunga saga findet sich das Motiv der Zwerge als Schatzhüter. Hier besitzt Andvari, ein Zwerg in der Gestalt eines Hechts, einen Hort unklarer Herkunft und den Ring Andvaranaut. Nachdem Andvari von Loki gefangen wurde, musste der Zwerg den Schatz zusammen mit dem Ring an die Asen ausliefern, um sich freizukaufen. Aus Rache belegte er den Schatz mit einem Fluch (siehe: Nibelungenhort).
Da Zwerge auch Züge von Totendämonen aufweisen (sie tragen Namen wie Nár „Leiche“, Náinn „der Tote“, Bláinn („blau“ symbolisiert die Farbe des Todes), Dáinn „Tod“), besteht hier vielleicht ein Zusammenhang zu Sagas über Abenteurer, die in einen Grabhügel hinabsteigen, um die Grabbeigaben zu rauben. Dort müssen sie sehr handfest mit dem Besitzer der Schätze, einem „lebenden Toten“ (Draugr), kämpfen.
Charakteristisch ist die Weisheit der Zwerge, die sich ebenfalls in den Namen belegen lässt: Regin („Rathalter“), Wit („der Kluge“), Alvís („der Allwissende“), Fjölsviðr, Rásviðr usw. Im Alvíssmál bringt Thor den Zwerg Alvís dazu, sein großes kosmologisches Wissen preiszugeben; als die Sonne aufgeht, erstarrt dieser zu Stein. Anderen Erzählungen nach scheinen die Zwerge allerdings unempfindlich gegen Sonnenstrahlen zu sein, und diese Eigenschaft wird sonst eher den riesenhaften Trollen zugeschrieben.
Manche Zwerge haben sogar kosmologische Bedeutung wie Nyi und Nidi, die die Mondphasen steuern, oder Norðri, Suðri, Austri und Vestri, die den aus Ymirs Schädel gebildeten Himmel tragen.
Die Kunstfertigkeit der Zwerge übersteigt die der Menschen, denn sie verfügen auch über Zauberkräfte. So fertigten sie für Odin den Speer Gungnir und den Goldring Draupnir. Thor erhielt den Hammer Mjölnir. Für Freyr bauten sie das Schiff Skidbladnir und den (automatischen?) Eber Gullinborsti. Für Freya schufen sie das Halsband Brisingamen und ihr Reittier, den Eber Hildisvini. Weiterhin flochten sie die Fessel Gleipnir für den Fenriswolf und Sifs goldenes Haar. Regin schmiedet mit Sigurd das Schwert Gram. Im Hervörlied (Hervararkvida) schmieden die Zwerge Durin und Dvalin das Schwert Tyrfing. Auch wenn ihre Schätze und Kleinodien manchmal für Zwist und Neid unter den Göttern sorgen, zeigen sich die Zwerge hiermit als grundsätzlich hilfreich, denn niemals fertigen sie Waffen oder Wunderdinge für die Riesen, die gemeinsamen Feinde der Menschen, Asen und Alben.

### Liste von Zwergen in der nordischenVöluspá
Die Strophen 10 bis 16 der Völuspá enthalten eine Liste mit Zwergennamen (siehe ausführlich: Dvergatal).
Aus Brimirs Blut und den Beinen Blainns entstanden:
- Modsognir, der mächtigste aller Zwerge und
- Durin, der zweitmächtigste.
  - Durins Horde:

Nyi und Niði, Norðri und Suðri, Austri und Vestri, Althjof, Dvalin, Nar und Nain, Niping, Dain, Bifur, Bofur, Bombur, Nori, An und Onar, Ai, Mjoðvitnir, Vigg und Gandalf, Vindalf, Þrain, Þekk und Þorin, Þror, Vit und Lit, Nyr und Nyrað, Regin und Raðvið, Fili, Kili, Fundin, Nali, Heptifili, Hannar, Sviur, Frar, Hornbori, Fræg und Loni, Billing, Bild, Bruni, Buri, Aurvang, Jari, Eikinskjaldi.
  - Dvalins Horde:

Draupnir und Dolgþrasir, Hor, Haugspori, Hlevang, Gloin, Dori, Ori, Duf, Andvari, Skirfir, Virfir, Skafið, Ai, Alf und Yngvi, Eikinskjaldi, Fjalar und Frosti, Fið und Ginnar.
- Andere Zwerge:
Brokkr, Eitri, Fafnir, Galar, Hreidmar, Ótr, Sindri, Hadhod, Pandar.

## Mittelhochdeutsche Heldenepik und höfische Dichtung
Bereits in althochdeutschen Glossen des 9. Jahrhunderts erscheint getwerg als Übersetzung des griechischen pygmaei.
In dem bruchstückhaft überlieferten lateinischen Versepos Ruodlieb (wahrscheinlich vor 1050) wird ein vom Titelhelden gefangener Zwerg (nanus) erwähnt. Dieser verspricht dem Ritter Hilfe bei der Erringung von Thron und Königstochter, als Gegenleistung für seine Freilassung. Der Zwerg hat auch eine Frau, mit deren inständiger Bitte um Freilassung ihres Mannes das Fragment endet.
Die erste Erwähnung von Zwergen in mittelhochdeutscher Sprache findet sich im Herzog Ernst, um 1180, wo sie mit den Pygmäen der antiken Tradition verglichen, aber nicht gleichgesetzt werden (sitzend in den pergen, geleich den twergen, zwair daum prait, ellen langk). Danach sind sie in der mittelhochdeutschen Literatur fest etabliert.
Die unterirdischen Wohnungen der Zwerge und der goldene Saal auf den „dunklen Feldern“ der nordischen Mythologie verbinden sich in der höfischen Dichtung zu unterirdischen Palästen voller Schätze und Wunderdinge, die z. B. allein durch den Glanz der Edelsteine beleuchtet werden.
Während die Zwerge zuvor praktisch nie selbst zur Waffe gegriffen hatten (sondern diese nur für die Götter und Helden herstellten), erscheinen die Zwerge in der höfischen Dichtung oft in Gestalt verkleinerter Ritter in wunderbaren, äußerst prächtigen Rüstungen. So besitzt der Zwergenkönig Laurin ein Schwert, für das man ein ganzes Land kaufen könnte, einen Helm, auf dem automatische singende Vögel angebracht sind, einen Schild, den keine Lanze durchdringen kann usw.
Die Größenangaben für Zwerge schwanken (eine Elle, drei Schuh oder sogar nur eine Spanne). Sie reichen den Helden manchmal bis an den Gürtel, manchmal nur bis an das Knie. Ihre Pferde sind nie größer als ein Reh, und manchmal reiten sie auf Ziegenböcken. Immer wieder wird auf die nahezu engelsgleiche Schönheit der Zwerge und Zwerginnen hingewiesen (so bei Laurins Sohn Walberan, oder bei der Zwergenkönigin Syrodame im Friedrich von Schwaben), die aber vor allem auf ihrer kostbaren, edelsteinverzierten Kleidung zu beruhen scheint. Nur sehr selten werden sie, unter dem Einfluss altfranzösischer Literatur, als missgestaltet, etwa buckelig, geschildert.
Zuweilen wird auf den Bartwuchs der Zwerge angespielt. Trotz ihrer kleinen Statur können die (dank einer Tarnkappe oder eines Kraftgürtels) übermenschlich starken Zwerge oft nur überwunden werden, indem man sie (in äußerst unritterlicher und beleidigender Weise) am Bart packt, so Siegfried den Alberich im Nibelungenlied (wodurch er den Nibelungenhort und die Tarnkappe gewinnt) und Hildebrand den Eggerich (der ihm danach im Kampf gegen den Riesen Sigenot helfen muss).
Sehr selten haben Zwerge, im Widerspruch zu ihrem hohen Alter, das Aussehen von kleinen Kindern. Im Wolfdietrich-Epos hält Ortnit den Alberich (der im Nibelungenlied als altgrîs, „altersgrau“, beschrieben wurde) für einen Vierjährigen.

### Zwerge und Helden

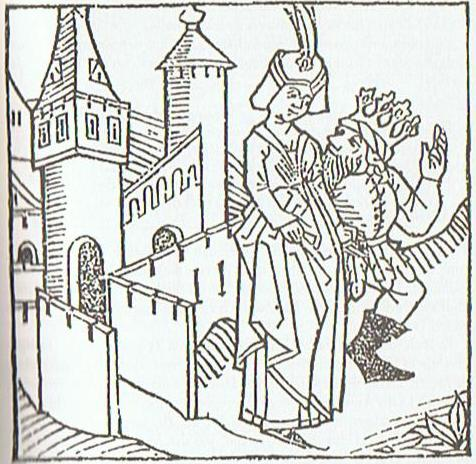
Der Zwerg Alberich verführt die Mutter des Lampardenkönigs. Straßburger Heldenbuch, ca. 1480.

Die Zwergengesellschaft ist den höfischen Idealen des Hochmittelalters nachempfunden. Sie haben Könige und Königinnen, Herzöge, Grafen, Ritter, Damen, Herolde, Kämmerer, Köche, Diener usw. Tatsächlich übertrifft ihre Prachtentfaltung bei Festen und Turnieren die der menschlichen Herrscher eher noch, und selbst die erotischen Neigungen von Zwergen zu Menschen bewegen sich weitgehend im Rahmen der höfischen Minne (auch wenn die Dame dabei zuweilen entführt wird und vom Helden befreit werden muss). Friedrich von Schwaben wird von der Zwergin Jerome in eine Höhle gelockt und verführt.
Aber auch in der Heldendichtung erscheinen die Zwerge weiterhin als kunstreiche Schmiede, die besonders Schwerter für Helden herstellen, so Balmung und Eckesachs. Ihre Weisheit zeigen sie, indem sie Gedanken lesen oder nach Art der Astrologen und Nekromanten die Zukunft vorhersagen.

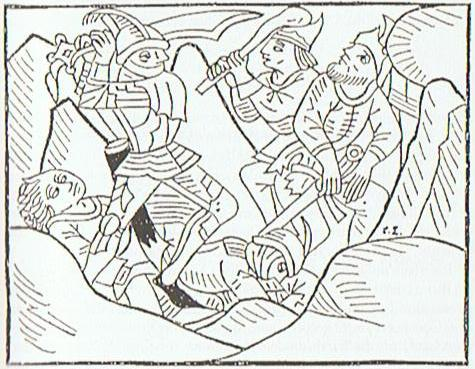
Dietleib kämpft mit den Zwergen im Hohlen Berg, die seine Schwester entführt haben, und tötet viele von ihnen.

Obwohl es oft zu Konflikten zwischen Helden und Zwergen um Länder und Damen kommt, vor allem, weil Zwerge keine Christen sind, sondern Heiden, so verbünden sie sich doch meist gegen ihre gemeinsamen Feinde, die Riesen. Das Straßburger Heldenbuch erklärt dies sogar mit einem göttlichen Heilsplan: Gott habe die arbeitsamen, listigen und weisen Zwerge erschaffen, damit sie das Gold und Silber, die Edelsteine und Perlen im wüsten Gebirge für die Menschen gewönnen, und die Riesen, um sie vor den dortigen Drachen und wilden Tieren zu beschützen. Stattdessen hätten die Riesen aber die Zwerge unterworfen und versklavt, und nun sei deren Pflicht auf die Ritter übergegangen. Diese sollen nun die Zwerge befreien und die Riesen für ihre Untaten bestrafen. Hierbei werden die Helden von den Zwergen mit kundigen Ratschlägen, Zaubersteinen, Wunderwaffen, magischen Kräutern oder anderen Hilfsmitteln unterstützt. Eine Ausnahme ist hier der Zwergenkönig Goldemar, der selbst über Riesen herrscht und diese wie Wachhunde und „fürs Grobe“ benutzt. Auch Laurin ruft, in äußerster Bedrängnis, verbündete Riesen gegen Dietrich herbei. Hier zeigt sich anscheinend bereits ein Verfall der alten Vorstellung vom Bund zwischen Zwergen und Menschen gegen die Kräfte des Chaos. So wie schon (der nach Art eines Bergtrolls zu Stein erstarrte) Alvís nehmen auch hier die Zwerge selbst gewisse Züge der feindseligen Riesen an.

## Spätmittelalter, frühe Neuzeit: Zwerge und Teufel
Mitte des 14. Jahrhunderts versuchte Konrad von Megenberg, die kleine Gestalt der Zwerge noch wissenschaftlich zu erklären: Sie seien Menschen, die aus wenigem oder schwachem Samen gezeugt worden seien.

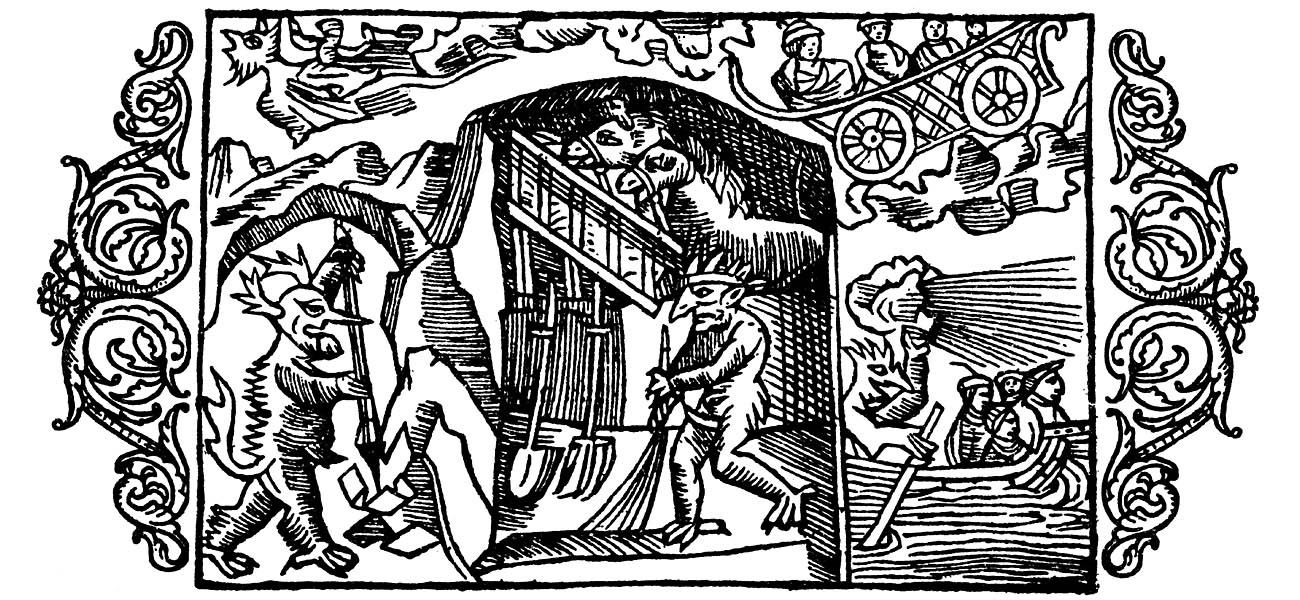
Abbildung von Olaus Magnus (1557): Links arbeitet ein dämonischer Berggeist, ganz wie ein Zwerg, in einem Bergwerk; in der Mitte fegt ein weiterer Teufel, ganz nach Art eines fleißigen Heinzelmännchens, einen Pferdestall.

Die im Hochmittelalter begonnene Diabolisierung der Zwerge nahm im Laufe der Zeit immer mehr zu. So wurden die Zwerge im 16. Jahrhundert von christlichen Theologen allgemein für gefallene Engel gehalten, die sich nur nicht völlig in Teufel verwandelt hätten, weil sie, als bloß Verführte, bei ihrem Sturz an Bergen und Bäumen hängen geblieben seien. Die Überwindung und Gefangennahme eines Zwerges, um ihn dienstbar zu machen oder zur Herausgabe seiner Schätze zu zwingen, wurde (auch in den Schatzsagen) immer mehr als eine Form der Teufelsbeschwörung aufgefasst.
Ähnlich wie die bösartigen Riesen hätten die Zwerge die Sintflut einst in hochgelegenen Gebirgshöhlen überlebt. Zuweilen heißt es, sie seien schon vor den Menschen geschaffen worden und würden nach dem Jüngsten Gericht wieder die Erde bevölkern. Andererseits werden sie auch oft für Gespenster gehalten, besonders für die Seelen ungetaufter Kinder, und werden selbst zu Kinderschreckfiguren, wie der Butzemann oder Popelmann, die Kinder entführen (und fressen).

## Sagen und Märchen
In den Sagen und Märchen, die seit dem 18. Jahrhundert gesammelt wurden (im deutschsprachigen Raum besonders von den Brüdern Grimm), kommt der Gattungsname Zwerg nur noch selten vor. Stattdessen tragen sie regionale Bezeichnungen, die auf ihre Wohnungen unter Tage anspielen (Erdmännchen, Bergmännchen, Bergmandl (Oberdeutsch), Unterirdische, Önnererske (Niederdeutsch), Böhlersmännchen usw.) oder auf ihr oft hässliches Aussehen (Kröppel, Dickköpfe, Spitzbärte, Graumännchen, Däumlinge, Fingerlinge, kleines Volk usw.). Typisch ist ihr runzliges braunes oder graues Gesicht, das ihrem enorm hohen Alter entspricht („alt wie der Wald“), und der lang wallende graue oder weiße Bart. Zuweilen werden ihre unheimlich großen und leuchtenden oder kleinen, rot entzündeten, lichtempfindlichen Augen erwähnt, oft ihre missgestalteten Füße (Platt-, Gänse- oder Vogelfüße, nach rückwärts verdreht oder mit fehlenden Zehen), die sie unter ihren Mänteln zu verbergen versuchen.
Andererseits wirken sie harmlos und niedlich, wie zwei- bis vierjährige Kinder. So finden sich auch euphemistische Bezeichnungen wie: gutes Volk, gute Kinder, gute Nachbarn. Weitere regionale Bezeichnungen sind: Wichtel, Heinzelmännchen, Lutk (Lausitz), Querxe (Oberlausitz), Quergel (Ostmitteldeutschland), Vensmännlein, Fenixmännlein (Schlesien), Gütel (Erzgebirge), Barstukken (Ostpreußen), Killewittchen (Eschweiler) usw. Am häufigsten ist jedoch die unspezifische Bezeichnung als „Männchen“.

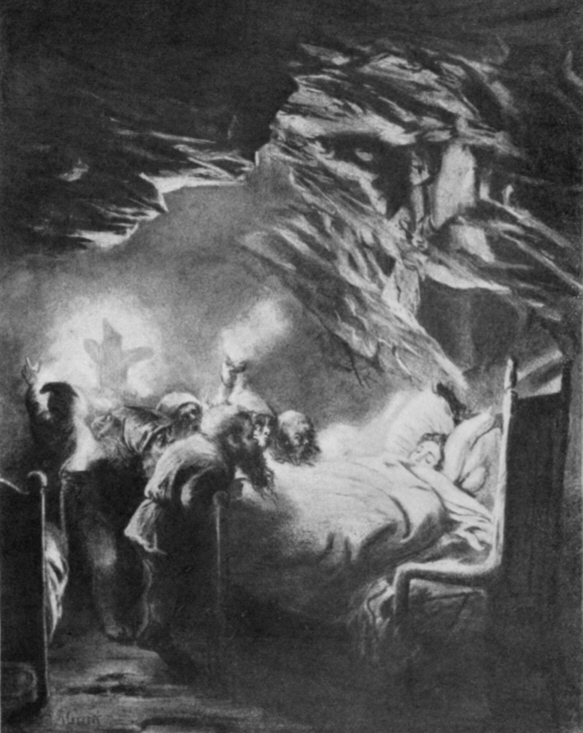
Die sieben Zwerge (in Bergmannskleidung) entdecken das schlafende Schneewittchen. Kohlezeichnung von August Corrodi, 1866/67.

Ihre typische Kleidung mit Kittel und Zipfelmütze geht anscheinend auf Bergmannssagen des 16. Jahrhunderts zurück, in denen die Berggeister entweder eine Mönchskutte tragen oder die zeitübliche Arbeitskleidung der Bergleute mit Kapuze und Arschleder. Auf ihre Kleidung spielen auch Bezeichnungen wie Rotjäcksch, Rotmützken, Grünkäppel, Ledermännel usw. an. Gelegentlich, besonders in Verbindung mit dem noch nicht völlig verstandenen Motiv des „Auslohnens“ (dem Verschwinden der Zwerge nach einem Kleidungsgeschenk), tragen sie aber nur Lumpen oder sind völlig nackt.

### Zwerge und Elfen
Besonders in der bergarmen norddeutschen Tiefebene, aber auch in Skandinavien gelten alte Grabhügel und Großsteingräber als Wohnstätten der Unterirdischen; vielleicht ein Echo der Zwerge als Totengeister. Auf den Britischen Inseln entsprechen ihnen die mound-fairies, in Schweden die tomten. Auch vor- und frühgeschichtliche Keramikfunde (Urnen mit Grabbeigaben usw.) gelten als Zwergenwerk.
Während die Elfen aus der deutschen Sage fast völlig verschwunden sind, haben die „Männchen“ (und gelegentliche „Erdweibchen“) anscheinend verstärkt elfische Züge auf sich gezogen, mit denen sie wohl ohnehin schon früher verbunden waren. So ist ein Besuch bei den Zwergen nicht ohne Gefahr: Ihre Höhlen zeigen manchmal Züge der Anderswelt, wo die Zeit viel schneller vergeht als bei den Menschen; oder die angebotene Nahrung erweist sich als Unterweltsspeise, nach deren Genuss man nicht mehr in die Welt der Lebenden zurückkehren kann.
Gelegentlich vertauschen Zwerge ungetaufte Menschenkinder gegen einen Wechselbalg oder entführen Menschenfrauen. Anders als bei den brutalen Riesen, die ihre Opfer meist nur fressen oder vergewaltigen wollen, geht es den Entführten bei den Zwergen relativ gut (so wie schon Siegfried und Wieland als Ziehsöhnen Mimes). Ähnlich wie bei den Elfen erlernen die Kinder bei ihnen oft ein nützliches Handwerk (meist die Schmiedekunst; bei den Elfen auch geistige Fähigkeiten, etwa die Dichtkunst). Evgen Tarantul geht deshalb davon aus, dass diesem Motiv ursprünglich ein gegenseitiges Pflegeverhältnis zugrunde gelegen hat, wie es früher in germanischen Kulturen durchaus üblich war. Wegen der konsequenten Verteufelung der Unterirdischen versuchen die Menschen nun aber mit allen Mitteln eine Entführung ihrer Kinder zu verhindern, so die Müllerstochter im Fall des Rumpelstilzchens. Entführte Frauen weigern sich in skandinavischen Märchen hingegen manchmal, zu ihren Familien zurückzukehren. Anders als bei den weiblichen Elfen und Undinen der spätmittelalterlichen Balladen, zu denen die ent- oder verführten Ritter durchaus romantische (aber stets tragisch endende) Beziehungen entwickeln können, haben die Erzählungen von Frauen, die von Zwergen entführt werden, einen eher derb-bäurischen Klang. Sie verführen ihre Opfer vor allem mit ihrem Reichtum, nicht durch ihr schönes und edles Wesen.
Zuweilen tritt ein unspezifisches „Männchen“ auch in der Rolle auf, die sonst eher den elfen- oder feenartigen „Ahnfrauen“ oder Weißen Frauen zukommt: Es kündigt den Angehörigen eines alten Adelsgeschlechtes den nahen Tod an oder bewacht den Familienhort.

### Zwerge, Kobolde und Menschen

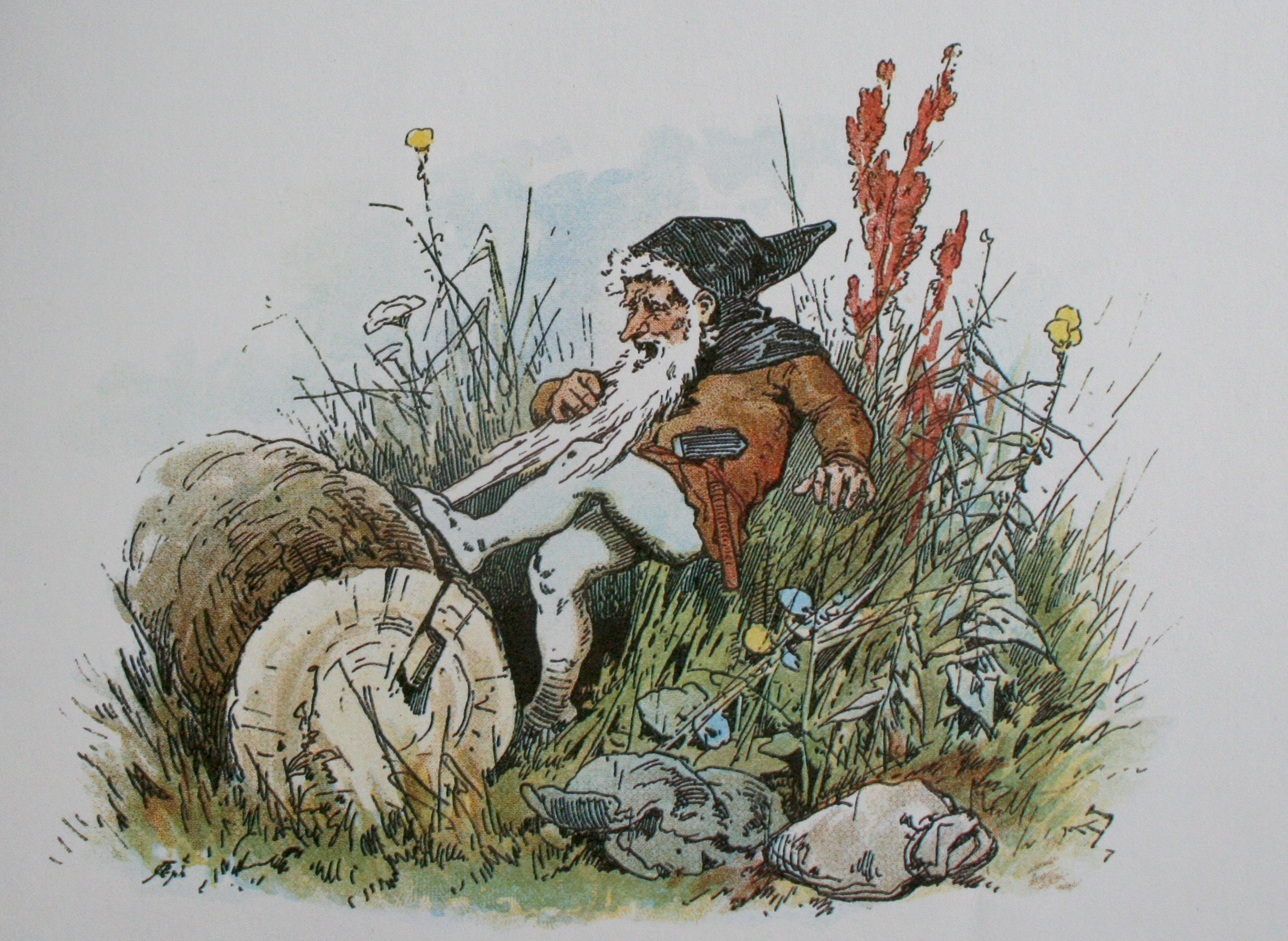
Der böse Zwerg hat seinen Bart in einem gespaltenen Baum eingeklemmt. Illustration von Alexander Zick, Ende des 19. Jh.

Das uralte Motiv des heimtückischen, habgierigen Zwerges, der (unter Ausnutzung seiner Schwachstelle, des langen Bartes) gefangen wird und gezwungen werden kann, seine Schätze herzugeben, findet sich noch in dem Märchen Schneeweißchen und Rosenrot. Ebenfalls horten die Berggeister in Bergmanns- und Schatzsagen weiterhin unermessliche Reichtümer in ihren Höhlen, die sie nach Gutdünken den Bergleuten zuweisen oder verwehren können. Hierbei verschwimmen allerdings die Grenzen zwischen den geselligen Zwergen und einzelgängerischen Ortsgeistern, die für ein ganz bestimmtes Bergwerk „zuständig“ sind, so wie ein Kobold für ein ganz bestimmtes Haus oder Schiff oder wie ein Naturgeist, womöglich für ein ganzes Gebirge. Auch bei dem unspezifischen „Männchen“, das dem Protagonisten eines Märchens typischerweise im Wald begegnet, muss es sich nicht notwendigerweise um einen Zwerg handeln, da nicht klar ist, ob es einem bestimmten Volk angehört oder nicht.
Ein eigentümliches Motiv sind die Hebammendienste von Menschen bei Zwergen. Aus unklaren Gründen sind Zwergenfrauen anscheinend nicht in der Lage, ohne menschliche Hilfe zu gebären, während es selbst unerfahrenen Menschenfrauen durch bloßes Handauflegen gelingt, die Geburt eines Zwergenkindes einzuleiten. Danach werden die betreffenden Frauen von den Zwergen reich entlohnt und besitzen fortan die Gabe der erfolgreichen Geburtshilfe. Dies kontrastiert mit dem in vielen Kulturen der Welt verbreiteten Glauben, dass die Erze im Leib der Erde wie Föten heranreifen, sich aus gewöhnlichem Gestein in Edelmetalle verwandeln, und dass Schmiede und Metallurgen diesen eigentlich sehr langsamen Prozess, wie Geburtshelfer, durch ihre Kunstfertigkeit beschleunigen und erleichtern können. Im Märchen (z. B. Die Geschenke des kleinen Volkes) verwandelt sich der von Zwergen als Belohnung überlassene „Dreck“, wie Essensreste, Laub oder Kohle, im Laufe einer einzigen Nacht in Gold.
Im Gegensatz zur höfischen Epik ist den Zwergen in der volkstümlichen Überlieferung jegliche Prachtentfaltung fremd. Ebenso wenig nehmen sie Waffen in die Hand, nur Werkzeug. Sie schmieden nicht nur, sondern sie buttern auch und käsen (was seltsame Geräusche unter der Erde erzeugt), hüten das Vieh, sie backen und brauen (wodurch der Nebel entsteht), sie weben (was auch typisch für Elfen zu sein scheint), schneidern und schustern.
Ebenso befinden sich die Wohnstätten der Zwerge in Märchen und Sage nicht in fernen exotischen Königreichen, sondern in unmittelbarer Nachbarschaft, nicht weit vom heimischen Dorf, im nächstgelegenen Wald, Berg oder Grabhügel. Tatsächlich ist die Nachbarschaft so eng, dass sich Menschen und Zwerge gewohnheitsmäßig gegenseitig Arbeitsgeräte oder Nahrungsmittel ausleihen (besonders in Norddeutschland). Für die Menschen sind solche Leihgaben meist sehr vorteilhaft, weil sie als Gegenleistung viel höherwertige Gaben erhalten oder sogar „ewige Geschenke“: einen Haufen Flachs, der nie kleiner wird, ein Bierfass, das nie leer wird, eine Geldbörse, in der sich immer eine Münze findet usw., aber nur so lange, wie man Stillschweigen über das Geheimnis des Geschenks bewahrt. Werden die Zwerge allerdings durch rohes oder selbstsüchtiges Verhalten der Menschen beleidigt, so nehmen sie zuweilen schreckliche Rache, besonders für Geiz und Habgier.
Ein sogenannter stummer Handel findet mit den zwergischen Schmieden statt: Der Kunde lässt das Werkstück oder das Pferd abends vor der Wohnstatt der Zwerge zurück und holt sie am nächsten Morgen tadellos instand gesetzt oder neu beschlagen wieder ab. Zur Bezahlung lässt er an der Stelle eine Münze zurück.
Manchmal kommen die Zwerge sogar während der Nacht in die Häuser und Werkstätten der Menschen, um dort ganz umsonst zu arbeiten (vgl. Schenkökonomie). In diesem Fall sind sie nur noch schwer von hilfreichen Kobolden zu unterscheiden. So tragen die Heinzelmännchen eigentlich einen Personennamen („Heinz“), wie er sonst eher für einen einzelnen Hausgeist (wie den Hinzelmann im Schloss Hudemühlen) typisch wäre, bzw. einen Spottnamen (Hinz und Kunz). Als Zwerge sind sie nur noch kenntlich, weil sie gesellig auftreten, nicht allein. Anders als andere dämonische Wesen wirken Zwerge aber nicht bevorzugt in der Nacht, weil sie das Tageslicht hassen, sondern weil sie bei ihrem Tun nicht beobachtet werden wollen. Sobald man sie bei der Arbeit überrascht (oder ihnen ihre Tarnkappen nimmt), verschwinden sie für immer, während Kobolde ihrem Haus gewöhnlich hartnäckig treu bleiben und gegebenenfalls sogar zusammen mit den Bewohnern in deren neues Haus umziehen.
Durch ihre Verbindung zu vor- und frühgeschichtlichen Bauwerken werden die Zwerge oft mit fremden Völkern in Verbindung gebracht, die früher in der Gegend gelebt haben, wie den „Hünen“ (oder „Hunnen“), die die Hünengräber errichtet haben. Im Rheinland stehen sie mit den Überresten von römerzeitlichen Bauten und Bergwerken in Verbindung und werden entsprechend als „Römermännchen“ bezeichnet. Anderswo verbindet man sie mit den Tataren, manchmal sogar mit den Zigeunern. Die „Vermenschlichung“ der Zwerge geht manchmal so weit, dass nur noch erzählt wird, an einem bestimmten Ort haben früher einmal besonders kleine Menschen gelebt. Andererseits nehmen reale, menschliche Erzsucher aus fremden Ländern, die sogenannten Venediger, in der Sage immer mehr Züge von Zwergen und Berggeistern an („Venedigermandl“).

### Abzug
Gemeinsam ist diesen fremden Völkern und den Zwergen, dass sie, wie die heidnischen Ureinwohner, schon „vor langer Zeit“ verschwunden oder ausgestorben sind. Die Sage von dem Fährmann, dessen Fähre in der Nacht unter dem Gewicht der abziehenden, unsichtbaren Zwerge tief ins Wasser einsinkt, scheint ein Nachhall alter Jenseitsvorstellungen zu sein. Manchmal fliegen sie auf Raben davon, überqueren einen Gebirgspass oder einfach nur die Landesgrenze. Wo sie sich heute aufhalten, ist ungewiss.
Bemerkenswert ist hierbei der oft geringfügige Anlass für ihren Abzug, der darüber hinaus fast immer von den benachbarten Menschen ausgelöst wird: durch frevelhafte Neugier (heimliches Beobachten bei der Arbeit, Ausstreuen von Asche, um die (missgestalteten) Fußabdrücke der Zwerge zu sehen, ungebetene Teilnahme an ihren Tänzen), Schwatzhaftigkeit, Fluchen, Geheimnisverrat, Spott, Hochmut, Undank. Entgegen der Tendenz zur Verteufelung der Zwerge im 16. Jahrhundert führt schon die Zimmerische Chronik den Abzug der Zwerge auf die „überschwengkliche gotzlesterung“ der Menschen zurück. Möglicherweise handelt es sich beim Abzug der (hilfreichen) Zwerge also um eine subtilere Variante der Bestrafung eines Tabubruches.
Bisher unverstanden ist das Motiv des „Auslohnens“, des Abzugs der Zwerge nach einem Kleidungsgeschenk. In manchen Versionen werden die neu eingekleideten Zwerge hochmütig und glauben nun, als „feine Herren“, nicht mehr arbeiten zu müssen, in anderen ziehen sie weinend und klagend ab, als ob sie lieber bei den Menschen geblieben wären und durch die „Auslohnung“ quasi hinausgeworfen würden. Kobolde hingegen scheinen genau entgegengesetzt zu reagieren: Sie verlassen ihr Haus (oder ihr Bergwerk, Schiff), weil man ihnen das alljährliche Kleidungsgeschenk (oder tägliche Speiseopfer) vorenthalten hat.
Seltsam erscheint auch der (für erfinderische Schmiede) ungewöhnliche Abzug aufgrund des Lärms aus nahe liegenden Hammerwerken, durch Glockengeläut oder durch technische Neuerungen (Einführung der Egge, der Eisenbahn usw.). Sowohl Eisen als auch Glocken wird im Volksglauben eine Dämonen abwehrende Wirkung zugeschrieben. Vielleicht deutet dieses Motiv aber auch auf die Verdrängung heidnischer Glaubensvorstellungen hin, wahlweise durch das Christentum oder die Aufklärung. Manchmal kommt es zum Konflikt mit den Menschen und zum folgenden Abzug, weil Hunger leidende Zwerge bei ihren Nachbarn Nahrungsmittel oder Feldfrüchte stehlen. Zuweilen werden solche (Schaden bringenden) Zwerge tatsächlich wie Hexen absichtlich vertrieben oder sogar verbrannt oder ertränkt.
Die Ausrottung der Zwerge wird daneben aber auch feindseligen Riesen zugeschrieben sowie den Zwergen selbst. Manchmal haben sie, nach dem Tod ihres Königs, kollektiven Selbstmord begangen oder zwei verfeindete Zwergenvölker haben sich gegenseitig im Krieg vernichtet.

## Rezeption
Etwa gleichzeitig mit der Sammlung von Märchen und Sagen im Geiste der Romantik wurden Zwerge auch vermehrt in der Belletristik behandelt. Die Kunstmärchen Klein Zaches genannt Zinnober (1819 von E. T. A. Hoffmann) oder Der Zwerg Nase (1826 von Wilhelm Hauff) parodieren hingegen eher die alte Institution der Hofzwerge und damit die überholte höfische Gesellschaft.
Zu den am meisten verfilmten Zwergenmärchen gehört Schneewittchen, das in vielfacher Gestalt adaptiert und auch parodiert wurde. Bereits 1916 wurde das Märchen in den USA als Stummfilm verfilmt. Die Zeichentrickverfilmung von 1937 gehört zu den erfolgreichsten Produktionen der Walt Disney Studios. Daneben wurde der Stoff in zahlreichen Produktionen für Film und Fernsehen abgewandelt, bis hin zu Parodien wie 7 Zwerge – Männer allein im Wald (2004) und 7 Zwerge – Der Wald ist nicht genug (2006).
Seit 1949 erschien in der österreichischen Zeitschrift Wunderwelt der ganzseitige Comic Zwerg Bumsti von Teja Aicher, der nach 1975 von Arminio Rothstein und Christine Rothstein unter dem Titel Wichtelgeschichten als Puppenspiel für den Fernsehsender ORF adaptiert wurde.
Weitere Adaptationen für Comic und Zeichentrickfilm sind Die Schlümpfe (seit 1958) des belgischen Zeichners Peyo und die Mainzelmännchen (seit 1963) als Werbetrenner im Werbeprogramm des ZDF.

### Fantasy
Richtungsweisend für die Darstellung von Zwergen in der modernen Fantasy wurden die Romane J. R. R. Tolkiens (vgl.: Figuren in Tolkiens Welt). Als Philologe griff er einerseits verstärkt auf die mittelalterlichen Traditionen der Edda und der Heldendichtung zurück. So stammen viele seiner Zwergennamen aus dem Dvergatal und der Völuspá, und ähnlich wie in der Edda stattete er sie im Silmarillion mit einem eigenen (allerdings weit ausführlicheren) Schöpfungsmythos aus. Ebenso betonte er wieder, neben ihrem Bartwuchs und ihrer kleinen Gestalt, ihrer Kunstfertigkeit und ihrer Habsucht, auch die körperliche Kraft und Ausdauer der Zwerge, die ein wichtiges Motiv in der Heldenepik gewesen war, in späteren Märchen und Sagen aber kaum noch eine Rolle gespielt hatte. Aus diesen Eigenschaften leitete er ihre stämmige Figur und ihren Starrsinn ab.
Darüber hinaus fügte Tolkien seinem Zwergenbild aber auch viele neue, eigene Züge hinzu: Die Zwerge glauben, dass ihre Häuptlinge regelmäßig wiedergeboren werden. Zwerge sollen auch in der dem Ragnarök ähnlichen „Letzten Schlacht“ eine besondere Rolle spielen sowie beim Aufbau der Neuen Welt danach. Außerdem haben sie anscheinend die Gabe der Unsichtbarkeit verloren. Diese ist auf den Träger des Einen Rings übergegangen sowie in abgeschwächter Weise auf die Hobbits, die sich geräuschlos und sehr unauffällig bewegen können, während Zwerge eher laut und polternd auftreten. Während in der Edda nur ganz kurz auf eine Wanderung mancher Zwerge (von den „Steinen des Grundes“ nach Jöruvellir) angespielt wird, reisen die Tolkienschen Zwerge ständig umher, als Händler und Abenteurer, und unternehmen in ihrer Geschichte mehrmals regelrechte Völkerwanderungen, um in anderen Ländern neue Königreiche zu gründen. Das elegische Motiv des endgültigen Abzugs und der Überfahrt in die Anderswelt behält Tolkien jedoch den Elben vor. Im Gegensatz zu den mythologischen Zwergen, die viele Gemeinsamkeiten mit Elfen aufweisen, werden Zwerge und Elben in Tolkiens Werk als sehr unterschiedliche (zuweilen sogar verfeindete) Völker geschildert.
Anders als in der Edda und in Märchen und Sage wird die kriegerische Tüchtigkeit der Zwerge stark betont, und völlig neu (aber stilbildend für die Fantasy) ist ihre Bewaffnung mit Kettenrüstungen, eisenbeschlagenen Stiefeln und Streitäxten. Über ihrer Rüstung tragen sie, wie fast alle anderen zivilisierten Bewohner Mittelerdes, lange Reisemäntel mit Kapuzen.
Dieses Zwergenbild wurde im Weiteren noch vergröbert. Während der Zwerg Gimli in Tolkiens Roman durchaus noch seine romantische Ader entdecken kann und sich anscheinend unsterblich in die Elbenherrscherin Galadriel verliebt, ist er in der Verfilmung kaum mehr als der ruppige Sidekick des edlen Elben Legolas und sorgt mit seinen rustikalen Ess-, Trink- und Kampfgewohnheiten für den comic relief.
Die zunehmend stereotypen Darstellungen regten schließlich auch zu Parodien an. In den Scheibenwelt-Romanen von Terry Pratchett treten Zwerge wie typische Vertreter von ethnischen Minderheiten (mit „Migrationshintergrund“) auf. Der hünenhafte und leutselige Karotte Eisengießersohn stellt, als Ziehsohn von Zwergen und unerkannter Königssohn, eine Anspielung auf den Sigurd der nordischen Mythologie dar.
In der seit 2003 erscheinenden Fantasy-Romanreihe Die Zwerge von Markus Heitz gehören sie schließlich selbst zu den wichtigsten Protagonisten.
Ebenso gehören Zwerge üblicherweise zu den spielbaren Völkern in verschiedenen Fantasy-Rollenspielen, wie Dungeons & Dragons, Midgard und Das Schwarze Auge. In einige Spielen bekommen die Zwerge auch die Gabe der Teleportation oder können über ein Portal reisen.
2012 wurde das Brettspiel "Die Zwerge" von Pegasus Spiele nach den Romanen von Markus Heitz herausgebracht.

### Gartenzwerge

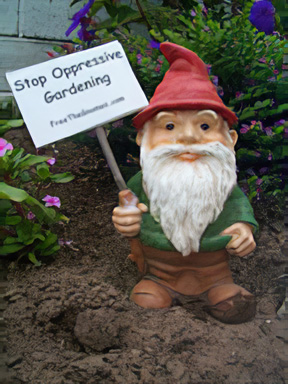
Protestierender Gartenzwerg

Erste Skulpturen von Zwergen aus Marmor oder Sandstein wurden gegen Ende des 17. Jahrhunderts in verschiedenen Barockgärten aufgestellt. Hierbei handelte es sich allerdings nicht um die Zwerge der volkstümlichen Tradition, sondern um groteske Darstellungen von Hofzwergen, wie sie damals an vielen Residenzen des Hochadels gehalten wurden. Die ältesten Beispiele sind heute im Zwergelgartens von Schloss Mirabell in Salzburg und auf Schloss Greillenstein erhalten. Von hier aus breitete sich diese Mode besonders in den Gärten von Schlössern und Stiften im ganzen heutigen Österreich, in Deutschland, Tschechien, Norditalien und Slowenien aus. Im Laufe des 18. kamen noch kostbare, handbemalte Porzellanzwerge hinzu, die z. B. von der Manufaktur Meissen oder der Kaiserlichen Hofmanufaktur in Wien für adelige Ziergärten gefertigt wurden, sowie kleinere Terrakotta-Skulpturen aus Thüringen z. B. für Jagdschlösser.
Nachdem Gartenzwerge (zusammen mit den Hofzwergen, als einem Relikt der überholten Adelsherrschaft) um 1800 zeitweilig aus der Mode gekommen waren, drangen sie im Laufe des 19. Jahrhunderts wieder in die Gärten des aufstrebenden Bürgertums vor, unter anderem auch in England. 1872 entstanden in Thüringen die ersten Manufakturen von August Heissner und Philipp Griebel, die Gartenzwerge bald in Massen- und Serienproduktion für die (klein-)bürgerlichen Vorgärten und für den Export herstellten. In der Folge etablierte sich das an Illustrationen von zeitgenössischen Märchenbüchern angelehnte, klassische Erscheinungsbild der Gartenzwerge: als Gärtner oder als ein mittelalterlicher Bergmann mit Lederschürze, Schaufel, Spitzhacke, Laterne, Schubkarre und besonders mit einer roten Zipfelmütze.
Im Ersten und im Zweiten Weltkrieg ging der Export von Gartenzwergen stark zurück, denn diese Art der Gartendekoration wurde in den mit dem Deutschen Reich verfeindeten kriegführenden Nationen als typisch deutsch wahrgenommen. Auch in Deutschland selbst waren Gartenzwerge, bis weit in die 1980er Jahre hinein, als Kitsch oder als Ausdruck eines engstirnigen, kleinbürgerlichen Spießertums verpönt.
Im Rahmen der Auseinandersetzung mit „nationalen Symbolen“ seit der Deutschen Wiedervereinigung nahm aber auch das Interesse an Gartenzwergen wieder zu, besonders an ironischen und satirischen Darstellungen, etwa Zwergen in obszönen oder provozierenden Posen, oder als Karikaturen bekannter Politiker. Einen ähnlich satirischen Anspruch verfolgte wohl auch die Front zur Befreiung der Gartenzwerge, deren Anhänger die Figuren aus Vorgärten „befreiten“, um sie dann in ihrem „natürlichen Lebensraum“ (Wäldern usw.), wieder auszusetzen. Werden Gartenzwerge mit beleidigender Absicht aufgestellt, so kann der Geschädigte die Entfernung der Skulptur verlangen, und die „Befreiung“ eines Gartenzwerges kann als Diebstahl geahndet werden.

## Ebu Gogo und „Hobbits“
2003 wurden auf der namengebenden indonesischen Insel Flores Überreste zwergenhafter Menschen entdeckt, wissenschaftlich benannt als Homo floresiensis, die wegen ihrer kleinen Statur scherzhaft auch als „Hobbits“ bezeichnet wurden. Einheimische berichteten dem australischen Forscher Richard Roberts im Oktober 2004, kurz nach dieser Entdeckung, von sogenannten Ebu Gogo, die ihre Vorfahren noch getroffen hätten, und die erst Anfang des 19. Jahrhunderts ausgerottet worden sein sollen: „Die Ebu Gogo waren winzig wie kleine Kinder, außer im Gesicht komplett behaart und hatten lange Arme und einen runden Trommelbauch. Sie murmelten ständig in einer unverständlichen Sprache, plapperten aber auch nach, was wir ihnen sagten.“ Der letzte dieser Ebu Gogo soll erst kurz vor der Kolonisation der Insel durch die Niederländer verschwunden sein. Der Name Ebu Gogo bedeutet so viel wie „Großmutter, die alles isst“.